# Avis de recherche (film)
Pour les articles homonymes, voir Avis de recherche.
Pour plus de détails, voir Fiche technique et Distribution.

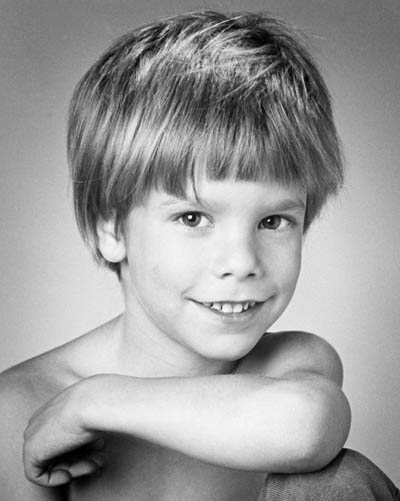
Etan Patz.

Avis de recherche (Without a Trace) est un film américain réalisé par Stanley R. Jaffe, sorti en 1983. L'histoire est basée en partie sur la disparition d'Etan Patz.

## Fiche technique
- Titre original : Without a Trace
- Titre français : Avis de recherche
- Réalisation : Stanley R. Jaffe
- Scénario : Beth Gutcheon d'après son roman Still Missing
- Photographie : John Bailey
- Montage : Cynthia Scheider
- Musique : Jack Nitzsche
- Pays de production : États-Unis
- Format : Couleurs - 1,85:1 - Mono
- Genre : drame
- Durée : 120 minutes
- Date de sortie : 
  - France : 14 septembre 1983

## Distribution
- Kate Nelligan : Susan Selky
- Judd Hirsch : Al Menetti
- David Dukes : Graham Selky
- Danny Corkill : Alex Selky (l'enfant disparu)
- Stockard Channing : Jocelyn Norris
- Jacqueline Brookes : Margaret Mayo
- Kathleen Widdoes : Mme Hauser
- David Simon : Eugene Menetti
- William Duell : l'opérateur du polygraphe
- L. Scott Caldwell : Janet Smith
- Sam Coppola : Schoyer
- Caroline Aaron : Maquilleuse
- Frederick Coffin : Officier Coffin
- Dan Lauria : Baker
- Marcella Lowery : Sergent Rocco
- Lynn Cohen : la femme au chien
- Terry O'Quinn : Parent
- Tony Devon : Officier de police
- Martin Shakar : Officier de police
- Bill Smitrovich : Officier de police
- Paul Collins : Journaliste
- William H. Macy : Journaliste
- Hattie Winston : Journaliste